# Monte Medulio
El asedio del monte Medulio corresponde a uno de los últimos episodios bélicos acaecidos en el transcurso de las guerras cántabras. Tras la victoria de Antistio sobre los cántabros en Aracillum (posiblemente La Espina del Gallego), y de Publio Carisio sobre los astures en el castro de las Labradas, ambas en el año 25 a. C., Augusto regresó a Roma en el 24 a. C. y ordena cerrar las puertas del templo de Jano dando por finalizada la contienda.
Sin embargo, y según las fuentes clásicas, en el año 22 a. C. los astures se sublevaron contra Carisio, hartos de su arbitrariedad 
y crueldad. Los cántabros tenían un nuevo legado, Cayo Furnio, que parecía torpe e inexperto, por lo que no tardaron en secundarles. Pero Furnio tenía experiencia en la guerra de montaña y  no tardó en derrotar a  los cántabros,  que tuvieron que refugiarse en el monte Medulio, cerca del mar y del río Minio, que no tiene por qué ser el actual Miño gallego, y del que los cántabros decían que antes llegarían las olas del mar que las legiones romanas.  Furnio lo rodeó con un foso de 15 millas romanas (unos 23 kilómetros), y después de un asedio que los cántabros no pudieron romper, atacó por todos lados a la vez. Siendo ya imposible la resistencia, los cántabros celebraron un último banquete,  tras el cual acudieron al suicidio masivo,  ingiriendo veneno extraído de las hojas del tejo, arrojándose al fuego o matándose entre ellos, de tal modo que Furnio apenas hizo prisioneros.  Los astures,  en cambio,  habían sorprendido a  Carisio,  que estuvo a  punto de ser derrotado.  Furnio acudió en su ayuda, y encontró a los astures asediando algún campamento romano, de donde les expulsó y más tarde volvió a derrotarles en una nueva batalla campal, con lo cual se acabó definitivamente la guerra contra los astures.

## Ubicación
Su situación geográfica hoy en día es todavía controvertida, siendo múltiples localizaciones y montes de la geografía norpeninsular, candidatos a haber albergado el histórico monte, el cual se ha convertido en un icono de tintes cuasi-mitológicos. En todo caso, algunas opiniones apuntan a que, en atención a las operaciones bélicas que se enmarcan dentro del bellum cantabricum, el lugar ha de encontrarse dentro de territorio cántabro, posiblemente en la parte más occidental circunscrita entre el mar y los Picos de Europa, mientras que otras, apuntando a la textualidad de las fuentes clásicas, la situarían en Galicia. 

### En Cantabria
En 1982 el jesuita Eutimio Martino, en su obra Roma contra Cántabros y Astures, señala a la Sierra de Peña Sagra, en Cantabria, como posible localización del citado monte. Peña Sagra se encuentra en el centro geográfico del territorio cántabro y relativamente próxima al mar desde donde éste es visible.
A ello le suma el argumento toponímico, cuya mayor objeción sería el ya mencionado Minium flumine inminentem. Martino afirma que el nombre original del río Deva (en Cantabria) era Minius. Para ello recoge un punto colindante al Deva, llamado Rumenes, lo que considera una contracción de "Rius Minius"; además del nacimiento de dicho río en "Peña Remoña" (antiguamente Remoño), topónimo documentado desde 1081 que lo acercaría a "río Miño"; el autor aduce que en muchos de los nacimientos de ríos es precisamente donde se conserva el nombre original del mismo.
A estos argumentos, se le unen lo que parecen ser restos de un foso de asedio romano.
Asimismo Joaquín González Echegaray señala otras tres posibles ubicaciones en Cantabria: la Sierra del Escudo de Cabuérniga, Peña Cabarga, Sierra de Peña Sagra o el macizo del Dobra (con el que coincidiría la extensión de quince millas romanas del foso de asedio).

### En Galicia
Sin embargo, Paulo Orosio lo situaba "ulteriores Gallaeciae partes" (hacia el interior de la Gallaecia) y cerca del río "Minio", ("Minio flumini inminenten"), que pudo haber sido el Miño, lo que lleva a Vicente Risco a descartar la posible ubicación (por afinidad toponímica) en Las Médulas, que considera una justificación previa a la teoría de Sarmiento relativa a que el antiguo Miño era el Sil, lo cual considera poco probable en favor de otras posibles ubicaciones como el Monte Medelo, en Santa Cruz de Arrabaldo (Orense) (sostenido por Boán y que también cuenta con el argumento de la toponimia a su favor); Cabeza de Meda (en la Baja Limia, y sostenido por Cortés, Cornide y Murguía), los Montes Aloia (en Tuy) o Santa Tegra, en La Guardia (Pontevedra) (por Schulten).
Modernos estudios establecen una hipótesis que lo situaría en uno de los Montes de la Sierra del Caurel (Lugo); el Monte Cido, cuyo topónimo podría provenir de la voz latina Occidio, (matanza, carnicería), y en el que se pueden apreciar los restos de un foso como el que, según los datos de que disponemos, se hizo para sitiar el monte, y en el que se descubrieron vestigios romanos como un águila imperial de bronce procedente de un estandarte. Otros datos que se esgrimen a su favor es la localización de difícil acceso del Caurel, y su situación entre varios campamentos romanos de la época, Lugo, Astorga y Braga, además de la profusión en los alrededores de tejos, árboles de cuyo fruto supuestamente tomarían el veneno mortal, en los alrededores del monte. 
Otra reciente teoría especula con su ubicación en Pereiro de Aguiar, (Orense), en un monte que lleva por nombre "O Castelo", y en el que, al pie de un antiguo camino real llamado "Portocarro", se puede leer, grabada en una gran roca, la inscripción "Sicenata Pacata" ("quietos y pacificados"), en caracteres latinos e indígenas. Además, sirve de sustento a esta teoría la frase de Orosio "Ulteriores Gallaeciae Partes”, que identificaría, según los autores, la parte oriental de la Gallaecia romana,que era algo mayor a la Galicia actual.
Otros autores aseguran haberlo encontrado en la Sierra de la Lastra en Valdeorras cerca de la frontera de las provincias de León y Orense.

### En Asturias
Sólo podría ubicarse en los actuales concejos de Llanes y Peñamellera a lo largo de la sierra del Cuera. El río Cares, que rodea el Cuera por su vertiente sur es conocido, en alguno de sus tramos como Miñances < *minia-ntis.

## El suicidio colectivo (Lucio Anneo Floro)
Según cita el historiador romano Floro sobre la batalla:

... "Por último tuvo lugar el asedio del Monte Medullio, sobre el cual, después de haberlo cercado con un foso continuo de quince millas, avanzaron a un tiempo los romanos por todas partes. Cuando los bárbaros se ven reducidos a extrema necesidad, a porfía, en medio de un festín, se dieron la muerte con el fuego, la espada y el veneno que allí acostumbran a extraer de los tejos. Así la mayor parte se libró de la cautividad, que a una gente hasta entonces indómita parecía más intolerable que la muerte ..."
Lucio Anneo Floro.

El foso que sirvió para el asedio también aparece citado por Orosio;

"Pues también cercaron con asedio el Monte Medullio, que se alza sobre el río Minio, y en el que se defendía gran multitud de hombres, después de rodearlo con un foso de quince millas de longitud"
Paulo Orosio

## En la literatura
A finales del siglo XIX Álvarez de la Braña editaba el siguiente poema atribuido a la tradición popular gallega o quizá berciana afirmando que fue recogido por Manuel García Buelta de boca de algún informante, cosa que Carro Celada llega a tomarse en serio afirmando que el léxico pertenece al siglo XIII y que sobrevivió tal gesta en la memoria del pueblo.

Do foron os homes"
"fillas et peculio?"
"intra nostras cobas"
"do Monte Medulio...'
"E poi o Romao"
"a mórrernos veu,"
"morran elos, canes,"
"n’as cobas Momao."
"No monte Biobra"
"campan nos homes"
:"et porque sunt poucos"
"nengun aló sobra.
''Auxiña Pomares"
fortes nos fecimos
e cum os paxares
nos queimaron vivos.
Intra nostras cobas
e intra os hortos
queidaron os homes
toitiños mortos
E nostras mulleres
"e as nostras fillas"
"queidaron ¡ cortadas!"
tooiñas cautivas"
"E aquelos loubos"
"do quer las mordían"
e elas ¡poubriñas'!
xemían... xemían
Álvarez de la Braña. (1894

Ramón Cabanillas escribiría en su poema "¡En pé!" ("¡En pie!"), perteneciente a su poemario de 1917 "Da terra asoballada":

"O día do Medulio
con sangue quente e roxa
mercámo-lo dereito
á libre honrada chouza!"
("El día del Medulio,
con sangre caliente y roja,
compramos el derecho
a la libre, honrada tierra!").
(Ramón Cabanillas, "¡En pé!" (¡En pie!), 1917

Otros autores contemporáneos han inmortalizado también esta epopeya, como es el caso de Fernando Lillo Redonet en su novela Medulio. El norte contra Roma (2005).